# Faustball-Europameisterschaft 1965
Die 1. Faustball-Europameisterschaft der Männer fand am 21. und 22. August 1965 in Linz (Österreich) statt. Österreich war somit der erste Ausrichter einer Faustball-Europameisterschaft der Männer.

## Spiele
Spiele:
Hinrunde:
- DDR –  BR Deutschland 30:26
- DDR –  Österreich 28:37
- DDR –  Italien 44:30
- Österreich –  BR Deutschland 24:25
- BR Deutschland –  Italien …:…
- Österreich –  Italien …:…

RÜckrunde:
- DDR –  BR Deutschland 26:35
- DDR –  Österreich 27:28 (16:16)
- DDR –  Italien 49:22
- Österreich –  BR Deutschland 26:31
- BR Deutschland –  Italien …:…
- Österreich –  Italien …:…

## Platzierungen
| Rang | Land                            | Punkte |
| ---- | ------------------------------- | ------ |
| 1.   | Bundesrepublik Deutschland      | 10:2   |
| 2.   | Österreich                      | 8:4    |
| 3.   | Deutsche Demokratische Republik | 6:6    |
| 4.   | Italien                         | 0:12   |